# 아사노 쇼고
아사노 쇼고(일본어: 浅野 翔吾, 2004년 11월 24일~)는 일본의 프로 야구 선수이며, 현재 센트럴 리그인 요미우리 자이언츠의 소속 선수(외야수)이다. 가가와현 다카마쓰시 출신이다.

## 상세 정보

### 출신 학교
- 가가와 현립 다카마쓰 상업고등학교

### 선수 경력
- 요미우리 자이언츠(2023년~)

### 수상 경력
- 제55회·2022년도 일본학생야구협회 표창
- 제62회(2022년) 시코쿠 신문 스포츠상[2]
- 제29회 가가와 스포츠상(다카마쓰 운동 기자 클럽 선정)
- 레이와 4년도(2022년) 가가와현 스포츠 영광상

### 개인 기록
- 첫 출장·첫 타석: 2023년 7월 8일, 대 요코하마 DeNA 베이스타스 12차전(도쿄 돔), 6회말에 가지타니 다카유키의 대타로 출장, 다나카 겐지로로부터 헛스윙 삼진[3]
- 첫 선발 출장: 2023년 8월 11일, 대 요코하마 DeNA 베이스타스 16차전(도쿄 돔), 8번·우익수로 선발 출장
- 첫 안타: 상동, 5회말에 아즈마 가쓰키로부터 좌전 안타
- 첫 타점·첫 홈런: 2023년 8월 18일, 대 히로시마 도요 카프 19차전(MAZDA Zoom-Zoom 스타디움 히로시마), 5회초에 모리 쇼헤이로부터 좌월 2점 홈런[4]
- 첫 도루: 2024년 9월 3일, 대 도쿄 야쿠르트 스왈로스 20차전(교세라 돔 오사카), 3회말에 2루 안착(투수: 미겔 야후레, 포수: 나카무라 유헤이)[5]
- 첫 희생타: 2024년 9월 16일, 대 주니치 드래건스 24차전(도쿄 돔), 6회말에 마쓰키히라 유타로부터 3루 희생타[6]

### 등번호
- 51(2023년~)

### 연도별 타격 성적
| 연 도     | 소 속     | 경 기 | 타 석 | 타 수 | 득 점 | 안 타 | 2 루 타 | 3 루 타 | 홈 런 | 루 타 | 타 점 | 도 루 | 도 루 자 | 희 생 번 | 희 생 플 | 볼 넷 | 고 4 | 사 구 | 삼 진 | 병 살 타 | 타 율 | 출 루 율 | 장 타 율 | O P S |
| --------- | --------- | ----- | ----- | ----- | ----- | ----- | ------- | ------- | ----- | ----- | ----- | ----- | -------- | -------- | -------- | ----- | ---- | ----- | ----- | -------- | ----- | -------- | -------- | ----- |
| 2023년    | 요미우리  | 24    | 41    | 40    | 2     | 10    | 1       | 0       | 1     | 14    | 2     | 0     | 2        | 0        | 0        | 1     | 0    | 0     | 14    | 0        | .250  | .268     | .350     | .618  |
| 2024년    | 요미우리  | 40    | 158   | 146   | 18    | 35    | 11      | 2       | 3     | 59    | 18    | 1     | 0        | 2        | 1        | 7     | 1    | 2     | 27    | 2        | .240  | .282     | .404     | .686  |
| 통산: 2년 | 통산: 2년 | 64    | 199   | 186   | 20    | 45    | 12      | 2       | 4     | 73    | 20    | 1     | 2        | 2        | 1        | 8     | 1    | 2     | 41    | 2        | .242  | .279     | .393     | .672  |

- 2024년 시즌 종료 기준.

### 연도별 수비 성적
| 연도 | 소속     | 외야  | 외야  | 외야  | 외야  | 외야  | 외야     |
| 연도 | 소속     | 경 기 | 척 살 | 보 살 | 실 책 | 병 살 | 수 비 율 |
| ---- | -------- | ----- | ----- | ----- | ----- | ----- | -------- |
| 2023 | 요미우리 | 16    | 16    | 0     | 0     | 0     | 1.000    |
| 2024 | 요미우리 | 40    | 54    | 1     | 3     | 0     | .948     |
| 통산 | 통산     | 56    | 70    | 1     | 3     | 0     | .959     |

- 2024년 시즌 종료 기준.